# Ranops expers
Ranops expers är en spindelart som först beskrevs av O. Pickard-Cambridge 1876.  Ranops expers ingår i släktet Ranops och familjen Zodariidae. Inga underarter finns listade i Catalogue of Life.